# Abd al-Ila'h
Abd al-Ila'h bin Ali bin al-Hussein al-Hashimi (arabisk: عبد الإله بن علي بن الحسين الهاشمي, tr. ʿAbdu l-Ilāh bin 'Alī bin al-Ḥusayn al-Hāshimī; 14. november 1913 - 14. juli 1958) var en irakisk kronprins.
Abd al-Ila'h var søn af Ali ibn Hussein af Hijaz og broder till Aliya bint Ali. Han var 1939-1953 formynderregent for sin fætters og søsters søn Faisal 2. af Irak og derefter kronprins. Han var probritisk og betragtedes af nationalisterne i Irak som konservativ og alt for eftergivelig i forhold til Storbritannien og blev myrdet i forbindelse med statskuppet i 1958 (også kaldet 14. juli-revolutionen).